# Merulina triangularis
Merulina triangularis is een rifkoralensoort van de familie Merulinidae. De wetenschappelijke naam van de soort is voor het eerst geldig gepubliceerd in 1980 door Veron & Pichon.